# Итумкалинский диалект
Итумкалинский диалект (чечен. Итонкхаьллахойн диалект) — диалект чеченского языка. На Итум-Калинском диалекте говорят жители селении Итум-Кале (чечен. Итон-Кхаьлла), Дишни (чечен. Дишни), Гучум-Кали (чечен. Гучен-Кхаьлла), Нихалой (чечен. Нихала), Вашендарой (чечен. Вашандара), Памятой (чечен. Пхьамат) и др., входивших в Итум-Калинский и Шатоевский районы.
Территориально итум-калинский диалект соприкасается на востоке с чеберлоевским диалектом, на юге с грузинским языком, на западе с галанчожским диалектом, а на севере с плоскостным чеченским, легшим в основу чеченского литературного языка.